# 伊泰帕瓦-杜格拉雅乌
伊泰帕瓦-杜格拉雅乌是巴西马拉尼昂州的一个市镇。总面积1540.286平方公里，总人口13226人，人口密度8.6人/平方公里。